# 리모트티
리모트티는 언제 어디서나 시간과 공간의 제약 없이 대량의 컴퓨터를 원격으로 모니터링하고 제어하는 다중 컴퓨터 원격제어 소프트웨어이다. 특히, 다수의 PC에 제어에 특화되어 개발되었다. 500대까지 대량의 멀티PC를 실시간으로 모니터링하고 제어를 할 수 있다.  윈도우, 맥OS X, 리눅스, 안드로이드OS, iOS에서 이용 할 수 있으며, 웹브라우저로 접속해서도 이용도 가능하다.  아이폰, 아이패드, 안드로이드 폰, 윈도우 모바일 폰 계열의 모바일 기기로 다른 기기도 원격 제어할 수 있다. 산업용, 교육용, 비지니스용 으로 구분되며 현재는 산업용 버전만 개발되어 서비스 되고 있는 상태이다. 그리고 타 원격과 구분되는 원격 대상 PC에 대해 창별로 구분하여 V 제스쳐 만으로 대상 창만 제어할 수 있는 모드도 지원하고 있다. (모바일, 윈도우, 웹 모두 지원).
또 다른 이름으로는 리모(Rimo) 라는 프로젝트명으로도 불린다.

## 주요 기능
- 실시간 다중 PC 화면 모니터링 및 제어
- 대상 PC들의 상태를 Text 모드로 확인하는 실시간 리스트 모드 지원 ( Cpu점유율,hdd,Ram,PC 운영시간, 아이피 등 )
- N * M CCTV 관제 모니터링 모드 지원
- 멀티 파일 전송 / 싱글 파일 전송
- 멀티 PC 동시 제어
- 멀티 관리자 최대 3대 지원 (관리서버 3대에서 최대 500대의 컴퓨터를 동시 접근 관제)
- 클립보드(복사&붙여넣기)를 이용한 파일/폴더/이미지/텍스트 지원
- 제어환경은 윈도우, 안드로이드, 웹 모두 지원
- 1:1 사운드 및 멀티 사운드 지원
- 공유기 포트포워딩 설정없이 연결 지원
- V제스쳐를 이용한 창확대 기능 제공
- 1:1 제어창 멀티 지원
- 그룹별로 관리와 모니터링 제어 가능
- 그룹별로 확대 모니터링 지원

5대 이하 컴퓨터 동시연결은 무료로 사용가능